# Jean Villeneuve (rugby à XIII)
Pas d'image ? Cliquez ici

a Compétitions nationales et continentales officielles uniquement.

b Matchs officiels uniquement.
Jean Villeneuve, né le 5 mars 1934 à Montesquieu, est un joueur de rugby à XIII international français évoluant au poste de demi d'ouverture dans les années 1950 et 1960.
Il joue en club avec le RC Albigeois et Villefranche XIII. Avec Albi , il remporte le titre du Championnat de France en 1962.
Fort de ses performances en club, il côtoie l'équipe de France et compte neuf sélections entre 1963 et 1964  affrontant la Grande-Bretagne, l'Australie et la Nouvelle-Zélande.

## Biographie

### Palmarès
- Collectif :
  - Vainqueur du Championnat de France : 1962 (Albi).

### Détails en sélection
| 1. | 8 décembre 1963  | Australie        | 8-5   | Test-match | Demi d'ouverture | 2 | - | 1 | - |
| 2. | 22 décembre 1963 | Australie        | 9-21  | Test-match | Demi d'ouverture | 4 | - | 2 | - |
| 3. | 18 janvier 1964  | Australie        | 8-16  | Test-match | Demi d'ouverture | 2 | - | 1 | - |
| 4. | 8 mars 1964      | Grande-Bretagne  | 5-11  | Test-match | Demi d'ouverture | 2 | - | 1 | - |
| 5. | 13 juin 1964     | Australie        | 6-20  | Test-match | Demi d'ouverture | - | - | - | - |
| 6. | 4 juillet 1964   | Australie        | 2-27  | Test-match | Demi d'ouverture | 2 | - | 1 | - |
| 7. | 18 juillet 1964  | Australie        | 9-35  | Test-match | Demi d'ouverture | - | - | - | - |
| 8. | 25 juillet 1964  | Nouvelle-Zélande | 16-24 | Test-match | Demi d'ouverture | - | - | - | - |
| 9. | 1er août 1964    | Nouvelle-Zélande | 8-18  | Test-match | Demi d'ouverture | - | - | - | - |